# Lawaaidoofheid
Lawaaidoofheid is het verschijnsel dat iemand permanente gehoorschade kan oplopen door meestal langdurige blootstelling aan lawaai. Met behulp van audiometrie kan lawaaidoofheid worden vastgesteld.
Het gehoor is een zintuig dat erg gevoelig is voor langdurige overbelasting. Deze overbelasting begint al bij een geluidsniveau van 80 dB(A) gedurende langere tijd. Deze waarde wordt, uitgaande van 8 uren per dag en 5 dagen in de week, gedurende meerdere werkzame jaren, als veilige grens beschouwd in de Arbeidsomstandighedenwet (ARBO wetgeving).
Bij hogere geluidsniveaus moet de periode van blootstelling korter zijn om permanente beschadiging van het oor te voorkomen. Bij 3 dB toename van het geluid (dit is een factor 2), mag de periode slechts de helft zijn, dus bij 83 dB(A) is maximaal 4 uren toegestaan.
Tot de jaren 80 (van de 20e eeuw) heersten er op veel werkplekken geluidsniveaus die de veilige grens overschreden. Met name in fabrieken en in de bouw (onder andere heimachines) waren plekken waar mensen in geluidsniveaus van 90 tot wel 110 dB(A) moesten werken. Sommige mensen droegen daarbij geen of onvoldoende gehoorbescherming (oorpluggen en geluidskappen). Door de langdurige blootstelling aan deze geluidsniveaus ontstond permanente gehoorschade, vanwege de oorzaak meestal "lawaaidoofheid" genoemd. Ook militairen (dienstplichtigen) hebben vaak lawaaidoofheid door het schieten met een geweer vlak naast het oor. Meestal betreft dit dan ook één oor.
| Geluidsniveau (in dB(A)) | Tijdsduur waarna gehoorschade kan optreden bij dagelijkse blootstelling |
| ------------------------ | ----------------------------------------------------------------------- |
| 120 dB                   | direct                                                                  |
| 110 dB                   | na 30 seconden                                                          |
| 100 dB                   | na 5 minuten                                                            |
| 95 dB                    | na 15 minuten                                                           |
| 92 dB                    | na 30 minuten                                                           |
| 89 dB                    | na 1 uur                                                                |
| 86 dB                    | na 2 uur                                                                |
| 83 dB                    | na 3 uur                                                                |
| 80 dB                    | na 8 uur                                                                |
| 77 dB                    | geen                                                                    |

In jaren tachtig is via de Nederlandse ARBO wetgeving veel geregeld op het gebied van geluidsniveaus. Boven de 85 dB(A) is uitreiking van en toezien op het gebruik van gehoorbeschermingsmiddelen verplicht voor de werkgever (én de werknemer). Later werd deze grens aangescherpt tot 80 dB(A).
Na blootstelling aan een te hoog geluidsniveau ontstaat een tijdelijke verhoging van de gehoordrempel, die zich echter na een tijdje weer spontaan herstelt. Ook kan men last van oorsuizen krijgen (ook wel tinnitus genoemd). Als men terwijl de tijdelijke verhoging van de gehoordrempel nog bestaat telkens weer blootgesteld wordt aan te hard geluid, ontstaat permanente gehoorschade.
Lawaaidoofheid is een sluipend proces. Als het eenmaal ontstaan is, zal het niet meer verdwijnen. Een lichte lawaaidoofheid betekent echter nog geen ernstige handicap, maar als de persoon ouder wordt, ontstaat boven op de lawaaidoofheid ook nog de ouderdomsdoofheid, hetgeen kan leiden tot grote moeite met het verstaan van andere mensen, het horen van alarmsignalen in het verkeer, etc.

## Discotheek
In discotheken ligt het geluidsniveau vaak al op 110 dB(A), waarbij de discotheekgangers vaak ook in elkaars oor schreeuwend proberen te converseren. Dit kan bij jongeren die regelmatig in discotheken verkeren tot gehoorschade leiden. Een enkele keer in een discotheek verblijven zal niet altijd schade opleveren, als dit echter wekelijks gebeurt neemt het risico op gehoorschade aanmerkelijk toe.
Het personeel in een discotheek zal op grond van ARBO-wetgeving verplicht zijn om gehoorbescherming te gebruiken, de discotheekgangers verblijven echter onbeschermd in dezelfde ruimte.
De VNPF, de Vereniging Nederlandse Poppodia en Festivals, De VVEM Vereniging Van Evenementen Makers en de Nationale Hoorstichting hebben een convenant gesloten om geluidsniveaus te beperken tot 103 dB(A) gemiddeld over 15 minuten op 2 meter hoogte aan de mengtafel. Het betreft echter een convenant dat geen navolging kan afdwingen.
In Vlaanderen is sinds 2013 een soortgelijke limiet van 100 dB(A) van kracht.

## Mp3-spelers, mp4-spelers en iPods
Ook het gebruik van iPods en mp3-spelers brengt risico op lawaaidoofheid met zich mee, hoewel tegenwoordig de walkmans met behulp van een limiter begrensd zijn in het geluidsniveau dat zij kunnen bereiken.